# ده خدا رحم (هیرمند)
ده خدارحم یک روستا در ایران است که در استان سیستان و بلوچستان واقع شده‌است. ده خدارحم ۲۶ نفر جمعیت دارد.